# بليونا
بليونا كيريتي وتعرف فنيا بالاختصار بليونا (14 مايو 1979)، هي مغنية، كاتبة أغاني، ممثلة وعارضة ألبانية. منذ 2009، استقرت بليونا في الولايات المتحدة، حيث عملت مع عدة منتجين مثل تمبالاند، رودني جيركينز والفائز بجائزة غرامي دايفيد فوستر. أصدرت 4 أغاني منفردة منذ ذلك الحين؛ «إلغاء العرض» (بالإنجليزية: Show Off)‏، «بدونك» (بالإنجليزية: Without You)‏، «اجتياز» (بالإنجليزية: Pass Out)‏ من إنتاج تمبالاند. وفي سبتمبر 2013 أنتج الأغنية الرابعة أتركه كرجل (بالإنجليزية: Take It Like A Man)‏.

## النشأة
ولدت بليونا في كورتشي، وبدأت مشوارها في مسرح سكامبا بإلباسان، ثم انتقلت إلى تيرانا لتكمل مشوارها في الغناء. بعمر ال15، بدأت تغني في مهرجانات الموسيقى الألبانية. أصدرت أول أغنية لها باسم أتركتي أصبح حرة (بالألبانية: Lermeni) سنة 1996، وبعدها بسنة أصدرت أول ألبوم لها باسم بدأت لعبتي الخاصة (بالألبانية: Kam Qejfin Tim). غنت بليونا بعدها في أكثر من 25 عرض صيفي في حفلات في سويسرا وألمانيا.
درست بليونا اللغة الألمانية في مدرسة خاصة لتصبح تغني وتتكلم باللغة الألبانية، الإنجليزية، الإيطالية والألمانية. كما حصلت على بكالوريوس في الفنون التعبيرية في تيرانتا، وتعزف أيضا الكمان.
سنة 2003 أصدرت بليونا الألبوم Ti Nuk Di As Me Ma Lyp والذي حصد 300.000 نسخة. وسنة 2005 أصدرت ألبوما آخرا باسم بوم بوم والذي سجل باللغتين الألبانية والإنجليزية. في نفس السنة فازت بجائزة الإعلام في النسخة الألبانية لجائزة غرامي عن أغنية S'dua. حقق ألبومها الثامن Mandarin مبيعات قدرت ب800.000 نسخة سنة 2007 محطمة رقمها السابق. سنة 2008 فازت بليونا بجائزة الإعلام عن أغنية مغناطيسي في «مهرجان توزيع جوائز الأغنية السحرية».

## ديسكوغرافيا

### الألبومات
| السنة | عنوان الألبوم                              |
| ----- | ------------------------------------------ |
| 1997  | Kam Qejfin Tim ألعب لعبتي الخاصة           |
| 1999  | Nese Me Do Fort إن كنت تحبني فهذا كثير     |
| 2001  | S'me Behet Vone لا أهتم                    |
| 2002  | Ik Meso Si Dashurohet تعلم كيف تحب         |
| 2003  | Ti Nuk Di As Me Ma Lyp لست رجلا بالنسبة لي |
| 2005  | Greatest Hits ألحان عظيمة                  |
| 2005  | Boom Boom بوم بوم                          |
| 2007  | Mandarin ماندراين                          |

### أفضل المراكز
| أغنية خذ أكثر "Take You Over           | المراكز |
| -------------------------------------- | ------- |
| أريا تشارتس                            | 22      |
| الاتحاد الدولي للصناعة الفونوغرافية    | 4       |
| جي إف كاي إنترتاينمنت تشارتس           | 19      |
| مجلة بيلبورد                           | 11      |
| هيت باراد سويسرا                       | 28      |
| تصنيف المملكة المتحدة للأغاني المنفردة | 104     |
| مجلة بيلبورد                           | 3       |